# Logie Award

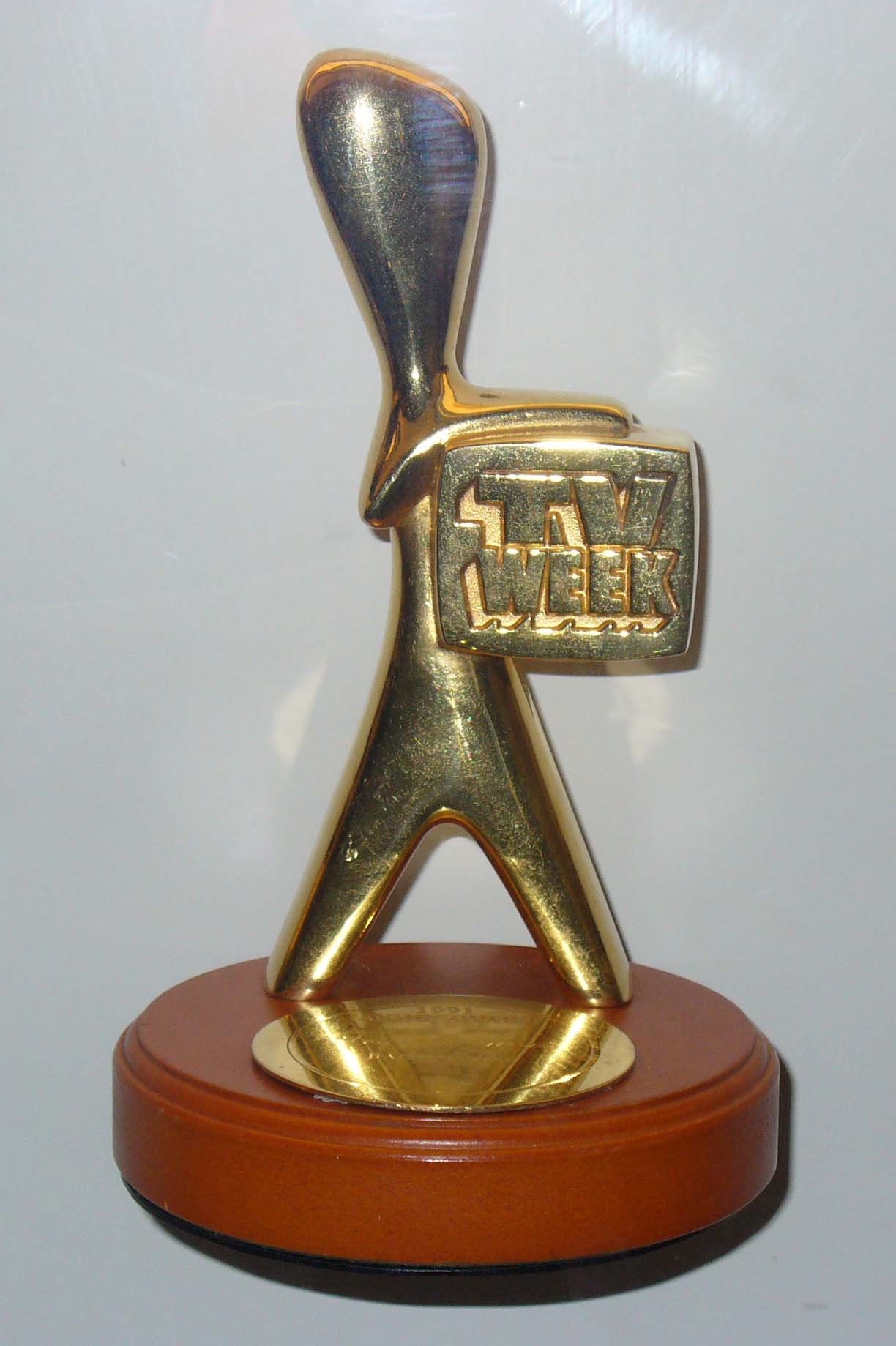
Begehrt: der Gold Logie

Die TV Week Logie Awards, meist kurz Logies genannt, sind Preise, die jährlich im Herbst der südlichen Hemisphäre von der australischen Fernsehzeitschrift TV Week an australische Programme und Persönlichkeiten vergeben werden. Sie wurden 1959 als Star of the Year ins Leben gerufen, aber bereits 1960 in Ehrung des schottischen Fernsehpioniers John Logie Baird umbenannt. Seit 1961 wird die Verleihung im Fernsehen ausgestrahlt.
Der prestigeträchtigste Logie Award ist dabei der Gold Logie. 1984 wurde die TV Week Logie Hall of Fame eingeführt, welche das Lebenswerk von Fernsehpersönlichkeiten würdigt.
Es gibt zahlreiche Kategorien die bedacht werden, wie beispielsweise beliebteste Schauspieler und Schauspielerin, Präsentatoren, Fernsehserie, Sportprogramm etc.
Die meisten Preise werden durch die Leserschaft der TV Week vergeben. Die Abstimmung erfolgt über Coupons im Magazin und seit einigen Jahren auch per Internet und SMS – was vornehmlich ein junges Publikum anspricht. Preise für „herausragende“ (outstanding) Persönlichkeiten und Programme sowie die Aufnahme in die Hall of Fame werden aber durch fachkundige Experten beschieden.
Für Kontroversen und Gesprächsstoff sorgen alljährlich die Auswahl und Qualität der Präsentatoren der Verleihungsveranstaltung sowie das Verhalten diverser Stars im angetrunkenen Zustand nach der Veranstaltung. 2009 beeindruckte beispielsweise der Nine-Network-Frühstücksfernseh-Moderator Karl Stevanovic, der am Vorabend durstig war und nicht hinreichend Schlaf vor Dienstbeginn hatte.
2020 und 2021 wurden aufgrund der COVID-19-Pandemie keine Preise verliehen.

## Kategorien
- Gold Logie Hall of Fame

- Gold Logie

- Silver Logie Popular Awards
  - Most Popular Actor
  - Most Popular Actress
  - Most Popular TV Presenter
  - Most Popular New Male Talent
  - Most Popular New Female Talent
  - Most Popular Sports Program
  - Most Popular Light Entertainment/Comedy
  - Most Popular Australian Drama
  - Most Popular Reality Program
  - Most Popular Lifestyle Program
  - Most Popular Factual Program

- Silver Logie – Outstanding Awards
  - Most Outstanding Drama Series
  - Most Outstanding Actor In A Drama
  - Most Outstanding Actress In A Drama
  - Most Outstanding Telemovie / Miniseries
  - Most Outstanding News Coverage
  - Most Outstanding Public Affairs Report
  - Most Outstanding Documentary Series
  - Most Outstanding Comedy Program
  - Most Outstanding Sports Coverage
  - Most Outstanding Children’s Program
  - Most Outstanding New Talent
  - Most Outstanding Factual Series

## Preisträger

### Gold Logies
Die Gold Logies werden seit 1960 an die „beliebteste Persönlichkeit des australischen Fernsehens“ vergeben. In den Jahren 1967, 1970, 1971, 1974, 1975, 1976 und 1977 gab es gesonderte Preise für männliche und weibliche Persönlichkeiten. Der Preis wird durch Abstimmung unter den Lesern der TV Week vergeben. Die Aufstellung zeigt Preisträger sowie deren entsprechendes Programm nebst ausstrahlendem Fernsehsender.
- 2025 – Lynne McGranger, Home and Away, Seven Network
- 2024 – Larry Emdur, The Morning Show, The Chase Australia, Seven Network
- 2023 – Sonia Kruger, Big Brother, Dancing with the Stars, The Voice, Seven Network
- 2022 – Hamish Blake, Lego Masters Australia, Nine Network
- 2019 – Tom Gleeson, Hard Quiz, ABC
- 2018 – Grant Denyer, Family Feud, Network Ten
- 2017 – Samuel Johnson, Molly, Seven Network
- 2016 – Waleed Aly, The Project, Network Ten
- 2015 – Carrie Bickmore, The Project, Network Ten
- 2014 – Scott Cam, The Block, Nine Network
- 2013 – Asher Keddie, Offspring, Network Ten
- 2012 – Hamish Blake, Komiker, Hamish and Andy's Gap Year, Nine Network
- 2011 – Karl Stefanovic, Today, Nine Network
- 2010 – Ray Meagher, Home and Away, Seven Network
- 2009 – Rebecca Gibney, Packed To The Rafters, Seven Network
- 2008 – Kate Ritchie, Home and Away, Seven Network
- 2007 – Kate Ritchie, Home and Away, Seven Network
- 2006 – John Wood, Blue Heelers, Seven Network
- 2005 – Rove McManus, Rove (Live), Network Ten
- 2004 – Rove McManus, Rove (Live), Network Ten
- 2003 – Rove McManus, Rove (Live), Network Ten
- 2002 – Georgie Parker, All Saints, Seven Network
- 2001 – Georgie Parker, All Saints, Seven Network
- 2000 – Lisa McCune, Blue Heelers, Seven Network
- 1999 – Lisa McCune, Blue Heelers, Seven Network
- 1998 – Lisa McCune, Blue Heelers, Seven Network
- 1997 – Lisa McCune, Blue Heelers, Seven Network
- 1996 – Ray Martin, A Current Affair, Nine Network
- 1995 – Ray Martin, A Current Affair, Nine Network
- 1994 – Ray Martin, Midday, Nine Network
- 1994 – Ray Martin, Midday, Nine Network
- 1992 – Jana Wendt, A Current Affair, Nine Network
- 1991 – Steve Vizard, Tonight Live with Steve Vizard and Fast Forward, Seven Network
- 1990 – Craig McLachlan, Nachbarn („Neighbours“), Network Ten
- 1989 – Daryl Somers, Hey Hey It's Saturday, Nine Network
- 1988 – Kylie Minogue, Nachbarn („Neighbours“), Network Ten
- 1987 – Ray Martin, Midday, Nine Network
- 1986 – Daryl Somers, Hey Hey It's Saturday and Blankety Blanks, Nine Network
- 1985 – Rowena Wallace, Sons and Daughters, Seven Network
- 1984 – Bert Newton, The Don Lane Show and New Faces, Nine Network
- 1983 – Daryl Somers, Hey Hey It's Saturday and Family Feud, Nine Network
- 1982 – Bert Newton, The Don Lane Show and New Faces, Nine Network
- 1981 – Bert Newton, The Don Lane Show and New Faces, Nine Network
- 1980 – Mike Walsh, The Mike Walsh Show, Nine Network
- 1980 – Bert Newton, The Don Lane Show and New Faces, Nine Network
- 1978 – Graham Kennedy, Blankety Blanks, 0-10 Network
- 1977 – Don Lane, The Don Lane Show, Nine Network
- 1976 – Norman Gunston, The Norman Gunston Show, ABC TV
- 1976 – Denise Drysdale, The Ernie Sigley Show, Nine Network
- 1975 – Ernie Sigley, The Ernie Sigley Show, Nine Network
- 1975 – Denise Drysdale, The Ernie Sigley Show, Nine Network
- 1974 – Graham Kennedy, The Graham Kennedy Show, Nine Network
- 1974 – Pat McDonald, Number 96, 0-10 Network
- 1973 – Tony Barber, Great Temptation, Seven Network
- 1972 – Gerard Kennedy, Division 4, Nine Network
- 1971 – Gerard Kennedy, Division 4, Nine Network
- 1971 – Maggie Tabberer, Maggie, Seven Network
- 1970 – Barry Crocker, Barry Crocker's Sound Of Music, Nine Network
- 1970 – Maggie Tabberer, Maggie, Seven Network
- 1969 – Graham Kennedy, In Melbourne Tonight, Nine Network
- 1968 – Brian Henderson, Bandstand, Nine Network
- 1967 – Graham Kennedy, In Melbourne Tonight, Nine Network
- 1967 – Hazel Phillips, Girl Talk, 0-10 Network
- 1966 – Gordon Chater, The Mavis Bramston Show, Seven Network
- 1964 – Jimmy Hannan, Saturday Date, Nine Network
- 1964 – Bobby Limb, The Mobil Limb Show, Nine Network
- 1963 – Michael Charlton, Four Corners, ABC TV
- 1962 – Lorrae Desmond, The Lorrae Desmond Show, ABC TV
- 1961 – Bob Dyer, Pick a Box, ATN7
- 1960 – Graham Kennedy, In Melbourne Tonight, GTV9
- 1959 – Graham Kennedy

### TV Week Logie Hall of Fame
1984 wurde die Logie Hall of Fame ins Leben gerufen um das Lebenswerk von Fernsehpersönlichkeiten zu würdigen. Der Preis wird durch eine Abstimmung unter führenden Persönlichkeiten der Fernsehindustrie vergeben.
- 2024 – Rebecca Gibney, Schauspielerin, Die fliegenden Ärzte
- 2023 – Brian Walsh (postum), Fernseh-Manager, 10 und Foxtel
- 2022 – Bruce McAvaney, Sportreporter, Seven Network
- 2019 – Kerry O’Brien, politischer Journalist, ABC
- 2018 – 60 Minutes, Network Nine
- 2017 – Kerri-Anne Kennerley
- 2016 – Noni Hazlehurst, Schauspielerin
- 2015 – Home and Away, Seven Network
- 2014 – Peter Harvey (postum)
- 2013 – Brian Henderson, Nachrichtensprecher, Network Nine
- 2012 – Molly Meldrum, Präsentator von Countdown, Musikprogramm, ABC
- 2011 – Laurie Oakes, politischer Journalist, Network Nine
- 2010 – Brian Naylor (postum), Nachrichtensprecher, Network Nine, Melbourne
- 2009 – Bill Collins, Filmpräsentator
- 2008 – John Clarke, Satiriker
- 2007 – Steve Irwin, Dokumentarfilmer
- 2006 – Play School, Kindersendung des ABC TV
- 2005 – Nachbarn („Neighbours“), Network Ten
- 2004 – Sam Chisholm, Fernseh-Manager
- 2003 – Don Lane, Showmaster
- 2002 – Mike Willesee, Journalist
- 2001 – Ruth Cracknell – Schauspielerin, u. a. Mutter und Sohn (Mother and Son), ABC
- 2000 – Bruce Gyngell, Fernseh-Manager
- 1999 – Mike Walsh, Showmaster
- 1998 – Graham Kennedy, Komiker, Showmaster
- 1997 – Garry McDonald, Schauspieler, u. a. Mutter und Sohn (Mother and Son), ABC
- 1996 – Maurie Fields, Komiker
- 1995 – Jack Thompson, Schauspieler
- 1994 – Charles 'Bud' Tingwell, Charakterschauspieler
- 1993 – Reg Grundy, Fernseh-Manager
- 1992 – Four Corners, Magazinsendung der ABC
- 1991 – James Davern, Regisseur, Autor, Produzent, A Country Practice
- 1990 – Johnny Young, Sänger und Moderator (Young Talent Time)
- 1989 – Bryan Brown, Schauspieler
- 1988 – Bert Newton, Komiker, Showmaster
- 1987 – Paul Hogan, Komiker, Schauspieler
- 1986 – Neil Davis, Kameramann
- 1985 – Ken G. Hall, Filmproduzent und -regisseur und Drehbuchautor.
- 1984 – Hector Crawford